# Liposcelis prenolepidis
Liposcelis prenolepidis är en insektsart som först beskrevs av Günther Enderlein 1909.  Liposcelis prenolepidis ingår i släktet Liposcelis och familjen boklöss. Inga underarter finns listade i Catalogue of Life.